# VIS Entertainment
VIS Entertainment war ein schottischer Spieleentwickler. Das Unternehmen wurde 1996 von Chris van der Kuyl and Peter Baillie als VIS Interactive gegründet und im Jahr 2000 umbenannt.
Neben Computerspielen erstellte das Unternehmen auch Inhalte für iTV. VIS Entertainment Ltd.' setzte sich aus VIS Games sowie Axis Animation und VIS iTV zusammen. 1999 wurde das Entwicklerteam von Stainless Software in das Unternehmen integriert.
Das Unternehmen hatte zeitweise 200 Mitarbeiter an zwei Standorten, dem Hauptstandort in Dundee und einer Zweigstelle auf der Isle of Wight. 2001 wurde das Entwicklerstudio auf der Isle of Wight als Stainless Games wieder ausgegliedert.
Das Unternehmen arbeitete eng mit BAM! Entertainment zusammen und übernahm im Mai 2004 dessen Londoner Studio, welches später geschlossen wurde. Am 7. April 2005 meldete VIS Insolvenz an. Später in diesem Monat wurden sämtliche Entwicklungsarbeiten abgebrochen und an andere Gesellschaften verkauft.

## Spiele (Auszug)
- Earthworm Jim 3D[3]
- State of Emergency[3]